# New Zealand Cycle Classic 2018
La 31e édition de la New Zealand Cycle Classic a eu lieu du 17 au 21 janvier 2018. Elle fait partie du calendrier UCI Oceania Tour 2018 en catégorie 2.2. La course est remportée par le Néo-zélandais Hayden McCormick.

## Étapes
Cinq étapes constituent cette édition de la New Zealand Cycle Classic.
| Étape     | Date     | Villes étapes             | type | Distance (km) | Vainqueur d'étape | Leader du classement général |
| --------- | -------- | ------------------------- | ---- | ------------- | ----------------- | ---------------------------- |
| 1re étape | 17 janv. | Masterton – Masterton     |      | 122,5         | Nick Reddish      | Nick Reddish                 |
| 2e étape  | 18 janv. | Masterton – Masterton     |      | 120           | Cameron Scott     | Nick Reddish                 |
| 3e étape  | 19 janv. | Masterton – Martinborough |      | 136           | Matthew Gibson    | Nick Reddish                 |
| 4e étape  | 20 janv. | Masterton – Admiral Hill  |      | 147           | Ian Bibby         | Robert Stannard              |
| 5e étape  | 21 janv. | Masterton – Masterton     |      | 120           | Jordan Kerby      | Hayden McCormick             |

## Déroulement de la course

### 1reétape
| \| Classement de l'étape \| Classement de l'étape \| Classement de l'étape \| Classement de l'étape \| Classement de l'étape \| \| Coureur \| Coureur \| Pays \| Équipe \| Temps \| \| --------------------- \| --------------------- \| --------------------- \| --------------------------------- \| --------------------- \| \| 1er \| Nick Reddish \| Nouvelle-Zélande \| Oliver's Real Food Racing \| 2 h 46 min 14 s \| \| 2e \| Hayden McCormick \| Nouvelle-Zélande \| Nouvelle-Zélande \| + 0 s \| \| 3e \| Robert Stannard \| Australie \| Mitchelton-BikeExchange \| + 1 s \| \| 4e \| Michael Vink \| Nouvelle-Zélande \| Brisbane Continental Cycling Team \| + 3 s \| \| 5e \| Jack Sutton \| Australie \| \| + 3 s \| \| 6e \| Jesse Coyle \| Australie \| \| + 3 s \| \| 7e \| Chris Harper \| Australie \| Bennelong-SwissWellness-Cervélo \| + 3 s \| \| 8e \| Brendon Davids \| Afrique du Sud \| Bennelong-SwissWellness-Cervélo \| + 3 s \| \| 9e \| Aaron Watts \| Australie \| \| + 3 s \| \| 10e \| Frank Pasche \| Suisse \| \| + 13 s \| |                  |                  |                                   |                 |
| |                  |                  |                                   |                 |
| |                  |                  |                                   |                 |
| Classement de l'étape |                  |                  |                                   |                 |
| Coureur | Coureur          | Pays             | Équipe                            | Temps           |
| 1er | Nick Reddish     | Nouvelle-Zélande | Oliver's Real Food Racing         | 2 h 46 min 14 s |
| 2e | Hayden McCormick | Nouvelle-Zélande | Nouvelle-Zélande                  | + 0 s           |
| 3e | Robert Stannard  | Australie        | Mitchelton-BikeExchange           | + 1 s           |
| 4e | Michael Vink     | Nouvelle-Zélande | Brisbane Continental Cycling Team | + 3 s           |
| 5e | Jack Sutton      | Australie        |                                   | + 3 s           |
| 6e | Jesse Coyle      | Australie        |                                   | + 3 s           |
| 7e | Chris Harper     | Australie        | Bennelong-SwissWellness-Cervélo   | + 3 s           |
| 8e | Brendon Davids   | Afrique du Sud   | Bennelong-SwissWellness-Cervélo   | + 3 s           |
| 9e | Aaron Watts      | Australie        |                                   | + 3 s           |
| 10e | Frank Pasche     | Suisse           |                                   | + 13 s          |

| \| Classement général \| Classement général \| Classement général \| Classement général \| Classement général \| \| Coureur \| Coureur \| Pays \| Équipe \| Temps \| \| ------------------ \| ------------------ \| ------------------ \| --------------------------------- \| ------------------ \| \| 1er \| Nick Reddish \| Nouvelle-Zélande \| Oliver's Real Food Racing \| 2 h 46 min 04 s \| \| 2e \| Hayden McCormick \| Nouvelle-Zélande \| Nouvelle-Zélande \| + 4 s \| \| 3e \| Robert Stannard \| Australie \| Mitchelton-BikeExchange \| + 7 s \| \| 4e \| Michael Vink \| Nouvelle-Zélande \| Brisbane Continental Cycling Team \| + 13 s \| \| 5e \| Jack Sutton \| Australie \| \| + 13 s \| \| 6e \| Jesse Coyle \| Australie \| \| + 13 s \| \| 7e \| Chris Harper \| Australie \| Bennelong-SwissWellness-Cervélo \| + 13 s \| \| 8e \| Brendon Davids \| Afrique du Sud \| Bennelong-SwissWellness-Cervélo \| + 13 s \| \| 9e \| Aaron Watts \| Australie \| \| + 13 s \| \| 10e \| Frank Pasche \| Suisse \| \| + 23 s \| |                  |                  |                                   |                 |
| |                  |                  |                                   |                 |
| |                  |                  |                                   |                 |
| Classement général |                  |                  |                                   |                 |
| Coureur | Coureur          | Pays             | Équipe                            | Temps           |
| 1er | Nick Reddish     | Nouvelle-Zélande | Oliver's Real Food Racing         | 2 h 46 min 04 s |
| 2e | Hayden McCormick | Nouvelle-Zélande | Nouvelle-Zélande                  | + 4 s           |
| 3e | Robert Stannard  | Australie        | Mitchelton-BikeExchange           | + 7 s           |
| 4e | Michael Vink     | Nouvelle-Zélande | Brisbane Continental Cycling Team | + 13 s          |
| 5e | Jack Sutton      | Australie        |                                   | + 13 s          |
| 6e | Jesse Coyle      | Australie        |                                   | + 13 s          |
| 7e | Chris Harper     | Australie        | Bennelong-SwissWellness-Cervélo   | + 13 s          |
| 8e | Brendon Davids   | Afrique du Sud   | Bennelong-SwissWellness-Cervélo   | + 13 s          |
| 9e | Aaron Watts      | Australie        |                                   | + 13 s          |
| 10e | Frank Pasche     | Suisse           |                                   | + 23 s          |

### 2eétape
| \| Classement de l'étape \| Classement de l'étape \| Classement de l'étape \| Classement de l'étape \| Classement de l'étape \| \| Coureur \| Coureur \| Pays \| Équipe \| Temps \| \| --------------------- \| --------------------- \| --------------------- \| ---------------------------------------------- \| --------------------- \| \| 1er \| Cameron Scott \| Australie \| Australian Cycling Academy-Ride Sunshine Coast \| 2 h 48 min 14 s \| \| 2e \| Luke Mudgway \| Nouvelle-Zélande \| Nouvelle-Zélande \| + 0 s \| \| 3e \| Joel Walsh \| Australie \| \| + 0 s \| \| 4e \| Liam Cappel \| Nouvelle-Zélande \| \| + 0 s \| \| 5e \| Matthew Gibson \| Royaume-Uni \| JLT Condor \| + 0 s \| \| 6e \| Robert Stannard \| Australie \| Mitchelton-BikeExchange \| + 0 s \| \| 7e \| Michael Vink \| Nouvelle-Zélande \| Brisbane Continental Cycling Team \| + 0 s \| \| 8e \| Harrison Bailey \| Australie \| \| + 0 s \| \| 9e \| Anthony Giacoppo \| Australie \| Bennelong-SwissWellness-Cervélo \| + 0 s \| \| 10e \| Bradley Leitch \| Nouvelle-Zélande \| \| + 0 s \| |                  |                  |                                                |                 |
| |                  |                  |                                                |                 |
| |                  |                  |                                                |                 |
| Classement de l'étape |                  |                  |                                                |                 |
| Coureur | Coureur          | Pays             | Équipe                                         | Temps           |
| 1er | Cameron Scott    | Australie        | Australian Cycling Academy-Ride Sunshine Coast | 2 h 48 min 14 s |
| 2e | Luke Mudgway     | Nouvelle-Zélande | Nouvelle-Zélande                               | + 0 s           |
| 3e | Joel Walsh       | Australie        |                                                | + 0 s           |
| 4e | Liam Cappel      | Nouvelle-Zélande |                                                | + 0 s           |
| 5e | Matthew Gibson   | Royaume-Uni      | JLT Condor                                     | + 0 s           |
| 6e | Robert Stannard  | Australie        | Mitchelton-BikeExchange                        | + 0 s           |
| 7e | Michael Vink     | Nouvelle-Zélande | Brisbane Continental Cycling Team              | + 0 s           |
| 8e | Harrison Bailey  | Australie        |                                                | + 0 s           |
| 9e | Anthony Giacoppo | Australie        | Bennelong-SwissWellness-Cervélo                | + 0 s           |
| 10e | Bradley Leitch   | Nouvelle-Zélande |                                                | + 0 s           |

| \| Classement général \| Classement général \| Classement général \| Classement général \| Classement général \| \| Coureur \| Coureur \| Pays \| Équipe \| Temps \| \| ------------------ \| ------------------ \| ------------------ \| ---------------------------------------------- \| ------------------ \| \| 1er \| Nick Reddish \| Nouvelle-Zélande \| Oliver's Real Food Racing \| 5 h 34 min 18 s \| \| 2e \| Hayden McCormick \| Nouvelle-Zélande \| Nouvelle-Zélande \| + 4 s \| \| 3e \| Robert Stannard \| Australie \| Mitchelton-BikeExchange \| + 7 s \| \| 4e \| Michael Vink \| Nouvelle-Zélande \| Brisbane Continental Cycling Team \| + 13 s \| \| 5e \| Chris Harper \| Australie \| Bennelong-SwissWellness-Cervélo \| + 13 s \| \| 6e \| Jack Sutton \| Australie \| \| + 13 s \| \| 7e \| Aaron Watts \| Australie \| \| + 13 s \| \| 8e \| Brendon Davids \| Afrique du Sud \| Bennelong-SwissWellness-Cervélo \| + 13 s \| \| 9e \| Jesse Coyle \| Australie \| \| + 13 s \| \| 10e \| Cameron Scott \| Australie \| Australian Cycling Academy-Ride Sunshine Coast \| + 24 s \| |                  |                  |                                                |                 |
| |                  |                  |                                                |                 |
| |                  |                  |                                                |                 |
| Classement général |                  |                  |                                                |                 |
| Coureur | Coureur          | Pays             | Équipe                                         | Temps           |
| 1er | Nick Reddish     | Nouvelle-Zélande | Oliver's Real Food Racing                      | 5 h 34 min 18 s |
| 2e | Hayden McCormick | Nouvelle-Zélande | Nouvelle-Zélande                               | + 4 s           |
| 3e | Robert Stannard  | Australie        | Mitchelton-BikeExchange                        | + 7 s           |
| 4e | Michael Vink     | Nouvelle-Zélande | Brisbane Continental Cycling Team              | + 13 s          |
| 5e | Chris Harper     | Australie        | Bennelong-SwissWellness-Cervélo                | + 13 s          |
| 6e | Jack Sutton      | Australie        |                                                | + 13 s          |
| 7e | Aaron Watts      | Australie        |                                                | + 13 s          |
| 8e | Brendon Davids   | Afrique du Sud   | Bennelong-SwissWellness-Cervélo                | + 13 s          |
| 9e | Jesse Coyle      | Australie        |                                                | + 13 s          |
| 10e | Cameron Scott    | Australie        | Australian Cycling Academy-Ride Sunshine Coast | + 24 s          |

### 3eétape
| \| Classement de l'étape \| Classement de l'étape \| Classement de l'étape \| Classement de l'étape \| Classement de l'étape \| \| Coureur \| Coureur \| Pays \| Équipe \| Temps \| \| --------------------- \| --------------------- \| --------------------- \| ---------------------------------------------- \| --------------------- \| \| 1er \| Matthew Gibson \| Royaume-Uni \| JLT Condor \| 2 h 53 min 25 s \| \| 2e \| Toby Orchard \| Australie \| \| + 0 s \| \| 3e \| Ryan Thomas \| Australie \| Brisbane Continental Cycling Team \| + 0 s \| \| 4e \| Cameron Scott \| Australie \| Australian Cycling Academy-Ride Sunshine Coast \| + 0 s \| \| 5e \| Théry Schir \| Suisse \| Suisse \| + 0 s \| \| 6e \| Robert Stannard \| Australie \| Mitchelton-BikeExchange \| + 0 s \| \| 7e \| Anthony Giacoppo \| Australie \| Bennelong-SwissWellness-Cervélo \| + 0 s \| \| 8e \| Glenn Haden \| Nouvelle-Zélande \| \| + 0 s \| \| 9e \| Bradley Leitch \| Nouvelle-Zélande \| \| + 0 s \| \| 10e \| Michael Vink \| Nouvelle-Zélande \| Brisbane Continental Cycling Team \| + 0 s \| |                  |                  |                                                |                 |
| |                  |                  |                                                |                 |
| |                  |                  |                                                |                 |
| Classement de l'étape |                  |                  |                                                |                 |
| Coureur | Coureur          | Pays             | Équipe                                         | Temps           |
| 1er | Matthew Gibson   | Royaume-Uni      | JLT Condor                                     | 2 h 53 min 25 s |
| 2e | Toby Orchard     | Australie        |                                                | + 0 s           |
| 3e | Ryan Thomas      | Australie        | Brisbane Continental Cycling Team              | + 0 s           |
| 4e | Cameron Scott    | Australie        | Australian Cycling Academy-Ride Sunshine Coast | + 0 s           |
| 5e | Théry Schir      | Suisse           | Suisse                                         | + 0 s           |
| 6e | Robert Stannard  | Australie        | Mitchelton-BikeExchange                        | + 0 s           |
| 7e | Anthony Giacoppo | Australie        | Bennelong-SwissWellness-Cervélo                | + 0 s           |
| 8e | Glenn Haden      | Nouvelle-Zélande |                                                | + 0 s           |
| 9e | Bradley Leitch   | Nouvelle-Zélande |                                                | + 0 s           |
| 10e | Michael Vink     | Nouvelle-Zélande | Brisbane Continental Cycling Team              | + 0 s           |

| \| Classement général \| Classement général \| Classement général \| Classement général \| Classement général \| \| Coureur \| Coureur \| Pays \| Équipe \| Temps \| \| ------------------ \| ------------------ \| ------------------ \| ---------------------------------------------- \| ------------------ \| \| 1er \| Nick Reddish \| Nouvelle-Zélande \| Oliver's Real Food Racing \| 8 h 27 min 43 s \| \| 2e \| Hayden McCormick \| Nouvelle-Zélande \| Nouvelle-Zélande \| + 4 s \| \| 3e \| Robert Stannard \| Australie \| Mitchelton-BikeExchange \| + 7 s \| \| 4e \| Michael Vink \| Nouvelle-Zélande \| Brisbane Continental Cycling Team \| + 13 s \| \| 5e \| Jack Sutton \| Australie \| \| + 13 s \| \| 6e \| Chris Harper \| Australie \| Bennelong-SwissWellness-Cervélo \| + 13 s \| \| 7e \| Aaron Watts \| Australie \| \| + 13 s \| \| 8e \| Brendon Davids \| Afrique du Sud \| Bennelong-SwissWellness-Cervélo \| + 13 s \| \| 9e \| Jesse Coyle \| Australie \| \| + 13 s \| \| 10e \| Cameron Scott \| Australie \| Australian Cycling Academy-Ride Sunshine Coast \| + 24 s \| |                  |                  |                                                |                 |
| |                  |                  |                                                |                 |
| |                  |                  |                                                |                 |
| Classement général |                  |                  |                                                |                 |
| Coureur | Coureur          | Pays             | Équipe                                         | Temps           |
| 1er | Nick Reddish     | Nouvelle-Zélande | Oliver's Real Food Racing                      | 8 h 27 min 43 s |
| 2e | Hayden McCormick | Nouvelle-Zélande | Nouvelle-Zélande                               | + 4 s           |
| 3e | Robert Stannard  | Australie        | Mitchelton-BikeExchange                        | + 7 s           |
| 4e | Michael Vink     | Nouvelle-Zélande | Brisbane Continental Cycling Team              | + 13 s          |
| 5e | Jack Sutton      | Australie        |                                                | + 13 s          |
| 6e | Chris Harper     | Australie        | Bennelong-SwissWellness-Cervélo                | + 13 s          |
| 7e | Aaron Watts      | Australie        |                                                | + 13 s          |
| 8e | Brendon Davids   | Afrique du Sud   | Bennelong-SwissWellness-Cervélo                | + 13 s          |
| 9e | Jesse Coyle      | Australie        |                                                | + 13 s          |
| 10e | Cameron Scott    | Australie        | Australian Cycling Academy-Ride Sunshine Coast | + 24 s          |

### 4eétape
| \| Classement de l'étape \| Classement de l'étape \| Classement de l'étape \| Classement de l'étape \| Classement de l'étape \| \| Coureur \| Coureur \| Pays \| Équipe \| Temps \| \| --------------------- \| --------------------- \| --------------------- \| ---------------------------------------------- \| --------------------- \| \| 1er \| Ian Bibby \| Royaume-Uni \| JLT Condor \| 4 h 08 min 09 s \| \| 2e \| Robert Stannard \| Australie \| Mitchelton-BikeExchange \| + 0 s \| \| 3e \| Michael Potter \| Australie \| Australian Cycling Academy-Ride Sunshine Coast \| + 0 s \| \| 4e \| Hayden McCormick \| Nouvelle-Zélande \| Nouvelle-Zélande \| + 2 s \| \| 5e \| Michael Torckler \| Nouvelle-Zélande \| Nouvelle-Zélande \| + 2 s \| \| 6e \| James Oram \| Nouvelle-Zélande \| Nouvelle-Zélande \| + 5 s \| \| 7e \| Michael Vink \| Nouvelle-Zélande \| Brisbane Continental Cycling Team \| + 5 s \| \| 8e \| Chris Harper \| Australie \| Bennelong-SwissWellness-Cervélo \| + 12 s \| \| 9e \| Thomas Stewart \| Royaume-Uni \| JLT Condor \| + 20 s \| \| 10e \| Ryan Thomas \| Australie \| Brisbane Continental Cycling Team \| + 37 s \| |                  |                  |                                                |                 |
| |                  |                  |                                                |                 |
| |                  |                  |                                                |                 |
| Classement de l'étape |                  |                  |                                                |                 |
| Coureur | Coureur          | Pays             | Équipe                                         | Temps           |
| 1er | Ian Bibby        | Royaume-Uni      | JLT Condor                                     | 4 h 08 min 09 s |
| 2e | Robert Stannard  | Australie        | Mitchelton-BikeExchange                        | + 0 s           |
| 3e | Michael Potter   | Australie        | Australian Cycling Academy-Ride Sunshine Coast | + 0 s           |
| 4e | Hayden McCormick | Nouvelle-Zélande | Nouvelle-Zélande                               | + 2 s           |
| 5e | Michael Torckler | Nouvelle-Zélande | Nouvelle-Zélande                               | + 2 s           |
| 6e | James Oram       | Nouvelle-Zélande | Nouvelle-Zélande                               | + 5 s           |
| 7e | Michael Vink     | Nouvelle-Zélande | Brisbane Continental Cycling Team              | + 5 s           |
| 8e | Chris Harper     | Australie        | Bennelong-SwissWellness-Cervélo                | + 12 s          |
| 9e | Thomas Stewart   | Royaume-Uni      | JLT Condor                                     | + 20 s          |
| 10e | Ryan Thomas      | Australie        | Brisbane Continental Cycling Team              | + 37 s          |

| \| Classement général \| Classement général \| Classement général \| Classement général \| Classement général \| \| Coureur \| Coureur \| Pays \| Équipe \| Temps \| \| ------------------ \| ------------------ \| ------------------ \| ---------------------------------------------- \| ------------------ \| \| 1er \| Robert Stannard \| Australie \| Mitchelton-BikeExchange \| 12 h 35 min 53 s \| \| 2e \| Hayden McCormick \| Nouvelle-Zélande \| Nouvelle-Zélande \| + 5 s \| \| 3e \| Michael Vink \| Nouvelle-Zélande \| Brisbane Continental Cycling Team \| + 17 s \| \| 4e \| Michael Potter \| Australie \| Australian Cycling Academy-Ride Sunshine Coast \| + 20 s \| \| 5e \| Ian Bibby \| Royaume-Uni \| JLT Condor \| + 23 s \| \| 6e \| Chris Harper \| Australie \| Bennelong-SwissWellness-Cervélo \| + 24 s \| \| 7e \| Michael Torckler \| Nouvelle-Zélande \| Nouvelle-Zélande \| + 35 s \| \| 8e \| James Oram \| Nouvelle-Zélande \| Nouvelle-Zélande \| + 38 s \| \| 9e \| Thomas Stewart \| Royaume-Uni \| JLT Condor \| + 53 s \| \| 10e \| Ryan Thomas \| Australie \| Brisbane Continental Cycling Team \| + 1 min 06 s \| |                  |                  |                                                |                  |
| |                  |                  |                                                |                  |
| |                  |                  |                                                |                  |
| Classement général |                  |                  |                                                |                  |
| Coureur | Coureur          | Pays             | Équipe                                         | Temps            |
| 1er | Robert Stannard  | Australie        | Mitchelton-BikeExchange                        | 12 h 35 min 53 s |
| 2e | Hayden McCormick | Nouvelle-Zélande | Nouvelle-Zélande                               | + 5 s            |
| 3e | Michael Vink     | Nouvelle-Zélande | Brisbane Continental Cycling Team              | + 17 s           |
| 4e | Michael Potter   | Australie        | Australian Cycling Academy-Ride Sunshine Coast | + 20 s           |
| 5e | Ian Bibby        | Royaume-Uni      | JLT Condor                                     | + 23 s           |
| 6e | Chris Harper     | Australie        | Bennelong-SwissWellness-Cervélo                | + 24 s           |
| 7e | Michael Torckler | Nouvelle-Zélande | Nouvelle-Zélande                               | + 35 s           |
| 8e | James Oram       | Nouvelle-Zélande | Nouvelle-Zélande                               | + 38 s           |
| 9e | Thomas Stewart   | Royaume-Uni      | JLT Condor                                     | + 53 s           |
| 10e | Ryan Thomas      | Australie        | Brisbane Continental Cycling Team              | + 1 min 06 s     |

### 5eétape
| \| Classement de l'étape \| Classement de l'étape \| Classement de l'étape \| Classement de l'étape \| Classement de l'étape \| \| Coureur \| Coureur \| Pays \| Équipe \| Temps \| \| --------------------- \| --------------------- \| --------------------- \| ---------------------------------------------- \| --------------------- \| \| 1er \| Jordan Kerby \| Australie \| Brisbane Continental Cycling Team \| 2 h 38 min 04 s \| \| 2e \| Ian Bibby \| Royaume-Uni \| JLT Condor \| + 0 s \| \| 3e \| Thomas Stewart \| Royaume-Uni \| JLT Condor \| + 0 s \| \| 4e \| Hayden McCormick \| Nouvelle-Zélande \| Nouvelle-Zélande \| + 0 s \| \| 5e \| James Oram \| Nouvelle-Zélande \| Nouvelle-Zélande \| + 0 s \| \| 6e \| Cameron Scott \| Australie \| Australian Cycling Academy-Ride Sunshine Coast \| + 17 s \| \| 7e \| Stefan Bissegger \| Suisse \| Suisse \| + 17 s \| \| 8e \| Toby Orchard \| Australie \| \| + 17 s \| \| 9e \| Anthony Giacoppo \| Australie \| Bennelong-SwissWellness-Cervélo \| + 17 s \| \| 10e \| Matthew Gibson \| Royaume-Uni \| JLT Condor \| + 17 s \| |                  |                  |                                                |                 |
| |                  |                  |                                                |                 |
| |                  |                  |                                                |                 |
| Classement de l'étape |                  |                  |                                                |                 |
| Coureur | Coureur          | Pays             | Équipe                                         | Temps           |
| 1er | Jordan Kerby     | Australie        | Brisbane Continental Cycling Team              | 2 h 38 min 04 s |
| 2e | Ian Bibby        | Royaume-Uni      | JLT Condor                                     | + 0 s           |
| 3e | Thomas Stewart   | Royaume-Uni      | JLT Condor                                     | + 0 s           |
| 4e | Hayden McCormick | Nouvelle-Zélande | Nouvelle-Zélande                               | + 0 s           |
| 5e | James Oram       | Nouvelle-Zélande | Nouvelle-Zélande                               | + 0 s           |
| 6e | Cameron Scott    | Australie        | Australian Cycling Academy-Ride Sunshine Coast | + 17 s          |
| 7e | Stefan Bissegger | Suisse           | Suisse                                         | + 17 s          |
| 8e | Toby Orchard     | Australie        |                                                | + 17 s          |
| 9e | Anthony Giacoppo | Australie        | Bennelong-SwissWellness-Cervélo                | + 17 s          |
| 10e | Matthew Gibson   | Royaume-Uni      | JLT Condor                                     | + 17 s          |

## Classements finals

### Classement général final
Le Néo-zélandais Hayden McCormick remporte le classement général.
| \| Classement général \| Classement général \| Classement général \| Classement général \| Classement général \| \| Coureur \| Coureur \| Pays \| Équipe \| Temps \| \| ------------------ \| ------------------ \| ------------------ \| ---------------------------------------------- \| ------------------ \| \| 1er \| Hayden McCormick \| Nouvelle-Zélande \| Nouvelle-Zélande \| 15 h 13 min 57 s \| \| 2e \| Ian Bibby \| Royaume-Uni \| JLT Condor \| + 12 s \| \| 3e \| Robert Stannard \| Australie \| Mitchelton-BikeExchange \| + 17 s \| \| 4e \| Michael Vink \| Nouvelle-Zélande \| Brisbane Continental Cycling Team \| + 34 s \| \| 5e \| Michael Potter \| Australie \| Australian Cycling Academy-Ride Sunshine Coast \| + 37 s \| \| 6e \| James Oram \| Nouvelle-Zélande \| Nouvelle-Zélande \| + 38 s \| \| 7e \| Chris Harper \| Australie \| Bennelong-SwissWellness-Cervélo \| + 41 s \| \| 8e \| Thomas Stewart \| Royaume-Uni \| JLT Condor \| + 47 s \| \| 9e \| Michael Torckler \| Nouvelle-Zélande \| Nouvelle-Zélande \| + 52 s \| \| 10e \| Ryan Thomas \| Australie \| Brisbane Continental Cycling Team \| + 1 min 23 s \| |                  |                  |                                                |                  |
| |                  |                  |                                                |                  |
| Sources : ProCyclingStats Cycling Quotient Cycling Archives |                  |                  |                                                |                  |
| Classement général |                  |                  |                                                |                  |
| Coureur | Coureur          | Pays             | Équipe                                         | Temps            |
| 1er | Hayden McCormick | Nouvelle-Zélande | Nouvelle-Zélande                               | 15 h 13 min 57 s |
| 2e | Ian Bibby        | Royaume-Uni      | JLT Condor                                     | + 12 s           |
| 3e | Robert Stannard  | Australie        | Mitchelton-BikeExchange                        | + 17 s           |
| 4e | Michael Vink     | Nouvelle-Zélande | Brisbane Continental Cycling Team              | + 34 s           |
| 5e | Michael Potter   | Australie        | Australian Cycling Academy-Ride Sunshine Coast | + 37 s           |
| 6e | James Oram       | Nouvelle-Zélande | Nouvelle-Zélande                               | + 38 s           |
| 7e | Chris Harper     | Australie        | Bennelong-SwissWellness-Cervélo                | + 41 s           |
| 8e | Thomas Stewart   | Royaume-Uni      | JLT Condor                                     | + 47 s           |
| 9e | Michael Torckler | Nouvelle-Zélande | Nouvelle-Zélande                               | + 52 s           |
| 10e | Ryan Thomas      | Australie        | Brisbane Continental Cycling Team              | + 1 min 23 s     |

### Classements annexes

#### Classement du meilleur grimpeur
| Classement de la montagne | Classement de la montagne | Classement de la montagne | Classement de la montagne                      | Classement de la montagne |
| Coureur                   | Coureur                   | Pays                      | Équipe                                         | Points                    |
| ------------------------- | ------------------------- | ------------------------- | ---------------------------------------------- | ------------------------- |
| 1er                       | Dylan Newbery             | Australie                 |                                                | 12 pts                    |
| 2e                        | Angus Lyons               | Australie                 | Mobius-BridgeLane                              | 12 pts                    |
| 3e                        | Ian Bibby                 | Royaume-Uni               | JLT Condor                                     | 10 pts                    |
| 4e                        | Matthew Gibson            | Royaume-Uni               | JLT Condor                                     | 10 pts                    |
| 5e                        | Michael Potter            | Australie                 | Australian Cycling Academy-Ride Sunshine Coast | 10 pts                    |
| 6e                        | Robert Stannard           | Australie                 | Mitchelton-BikeExchange                        | 8 pts                     |
| 7e                        | Jordan Kerby              | Australie                 | Brisbane Continental Cycling Team              | 8 pts                     |
| 8e                        | Brett Grieve              | Nouvelle-Zélande          |                                                | 6 pts                     |
| 9e                        | Peter Livingstone         | Australie                 |                                                | 6 pts                     |
| 10e                       | Hayden McCormick          | Nouvelle-Zélande          | Nouvelle-Zélande                               | 4 pts                     |

#### Classement des sprints
| Classement des sprints | Classement des sprints | Classement des sprints | Classement des sprints                         | Classement des sprints |
| Coureur                | Coureur                | Pays                   | Équipe                                         | Points                 |
| ---------------------- | ---------------------- | ---------------------- | ---------------------------------------------- | ---------------------- |
| 1er                    | Ian Bibby              | Royaume-Uni            | JLT Condor                                     | 26 pts                 |
| 2e                     | Hayden McCormick       | Nouvelle-Zélande       | Nouvelle-Zélande                               | 24 pts                 |
| 3e                     | Michael Potter         | Australie              | Australian Cycling Academy-Ride Sunshine Coast | 21 pts                 |
| 4e                     | Matthew Gibson         | Royaume-Uni            | JLT Condor                                     | 15 pts                 |
| 5e                     | Cameron Scott          | Australie              | Australian Cycling Academy-Ride Sunshine Coast | 14 pts                 |
| 6e                     | Robert Stannard        | Australie              | Mitchelton-BikeExchange                        | 14 pts                 |
| 7e                     | Luke Mudgway           | Nouvelle-Zélande       | Nouvelle-Zélande                               | 13 pts                 |
| 8e                     | Jordan Kerby           | Australie              | Brisbane Continental Cycling Team              | 11 pts                 |
| 9e                     | Joel Walsh             | Australie              |                                                | 11 pts                 |
| 10e                    | Nick Reddish           | Nouvelle-Zélande       | Oliver's Real Food Racing                      | 10 pts                 |

#### Classement du meilleur jeune
| Classement du meilleur jeune | Classement du meilleur jeune | Classement du meilleur jeune | Classement du meilleur jeune                   | Classement du meilleur jeune |
| Coureur                      | Coureur                      | Pays                         | Équipe                                         | Temps                        |
| ---------------------------- | ---------------------------- | ---------------------------- | ---------------------------------------------- | ---------------------------- |
| 1er                          | Robert Stannard              | Australie                    | Mitchelton-BikeExchange                        | 15 h 14 min 14 s             |
| 2e                           | Michael Potter               | Australie                    | Australian Cycling Academy-Ride Sunshine Coast | + 37 s                       |
| 3e                           | Angus Lyons                  | Australie                    | Mobius-BridgeLane                              | + 2 min 20 s                 |
| 4e                           | Thomas Green                 | Australie                    |                                                | + 3 min 24 s                 |
| 5e                           | Nick Reddish                 | Nouvelle-Zélande             | Oliver's Real Food Racing                      | + 4 min 30 s                 |
| 6e                           | Jake Marryatt                | Nouvelle-Zélande             |                                                | + 4 min 39 s                 |
| 7e                           | Matias Fitzwater             | Nouvelle-Zélande             |                                                | + 4 min 48 s                 |
| 8e                           | Benjamin Andrews             | Australie                    |                                                | + 5 min 07 s                 |
| 9e                           | Dylan McKenna                | Australie                    |                                                | + 5 min 26 s                 |
| 10e                          | Julian Thomson               | Australie                    |                                                | + 6 min 29 s                 |

#### Classement par équipes
| Classement par équipes | Classement par équipes          | Classement par équipes | Classement par équipes |
| Équipe                 | Équipe                          | Pays                   | Temps                  |
| ---------------------- | ------------------------------- | ---------------------- | ---------------------- |
| 1re                    | Nouvelle-Zélande                | Nouvelle-Zélande       | 45 h 43 min 32 s       |
| 2e                     | JLT Condor                      | Royaume-Uni            | + 1 min 58 s           |
| 3e                     | Brisbane Continental            | Australie              | + 4 min 37 s           |
| 4e                     | Bennelong-SwissWellness-Cervélo | Australie              | + 4 min 43 s           |

### Classements UCI
La course attribue aux coureurs le même nombre des points pour l'UCI Europe Tour 2018 et le Classement mondial UCI.
| Position           | 1er | 2e | 3e | 4e | 5e | 6e | 7e | 8e à 10e |
| Classement général | 40  | 30 | 25 | 20 | 15 | 10 | 5  | 3        |
| Par étape          | 7   | 3  | 1  |    |    |    |    |          |
| Leader, par étape  | 1   |    |    |    |    |    |    |          |